# The Way You Do the Things You Do
The Way You Do the Things You Do è un singolo discografico del gruppo vocale statunitense The Temptations, pubblicato nel 1964.

## Il brano
Il brano è stato scritto da Smokey Robinson e Robert Rogers 
e prodotto da Robinson. Esso è stato registrato presso l'Hitsville U.S.A., quartier generale della Motown e studio di registrazione situato a Detroit, nel gennaio 1964.

## Tracce
- 7"

1. The Way You Do the Things You Do
2. Just Let Me Know

## Formazione
- Eddie Kendricks - voce
- David Ruffin - cori
- Paul Williams - cori
- Melvin Franklin - cori
- Otis Williams - cori
- The Funk Brothers
  - James Jamerson - basso
  - Richard "Pistol" Allen - batteria
  - Eddie Willis - chitarra
  - Earl Van Dyke - piano
  - Henry Cosby - sassofono tenore

## Cover
- Una cover della canzone è stata pubblicata dalla cantante statunitense Rita Coolidge nel 1977 all'interno del suo sesto album in studio Anytime...Anywhere.
- Un'altra versione live è quella del duo Hall & Oates pubblicata nel 1985.
- Un'altra cover in versione reggae è quella del gruppo inglese UB40, pubblicata nel 1989 e inclusa già nell'album Labour of Love II.